# Tomasz Jaśkiewicz
Tomasz Jaśkiewicz (ur. 29 grudnia 1943 w Warszawie) – polski gitarzysta big beatowy i rockowy, kompozytor, recenzent muzyczny, malarz, projektant graficzny.

## Życiorys
Po obejrzeniu filmu W rytmie rock and rolla z Tommym Steele’em w roli głównej, porzucił pomysł o graniu na saksofonie i zdecydował, że będzie grał na gitarze.Zadebiutował w warszawskiej grupie Relaks, działającej przy  klubie AWF Relax. W której grał m.in. z Jerzym Szczęśniakiem (śpiew, gitara) – był jego nauczycielem gry na instrumencie, tak jak i Marka Zarzyckiego, grającego wówczas na kontrabasie. 
Również we wczesnych latach sześćdziesiątych uczestniczył w letnich obozach szkolnych na Helu, gdzie powstawały pierwsze zalążki warszawskiego big beatu. Tam też muzykował z wokalistą Dariuszem Pankowskim, gitarzystami: Lucjanem Mielcarkiem i Piotrem Raczewem oraz z basistą Pawłem Brodowskim. Do chórków przyłączali się m.in.: Roman Rafalski, Stanisław Lewikowski czy Jerzy Zelnik. Wraz z nimi brał także udział w tzw. fajfach w Domu Zdrojowym w Jastarni. 
W latach 1963–1966 był gitarzystą renomowanego, stołecznego zespołu Chochoły (w 1966 roku miał też krótki epizod współpracy z zespołem Czerwono-Czarni), po rozpadzie którego – w październiku 1966 roku (tak jak większość byłych członków ostatniego składu grupy) rozpoczyna współpracę z Czesławem Niemenem i współtworzy jego pierwszy, samodzielny zespół Akwarele (1966–1969) z którym występuje w czerwcu 1967 roku na V KFPP w Opolu, gdzie za interpretację utworu Dziwny jest ten świat, Niemen otrzymał Nagrodę Specjalną Przewodniczącego Komitetu d/s PRiTV. Z tąże formacją nagrał trzy longplaye: Dziwny jest ten świat, Sukces, Czy mnie jeszcze pamiętasz? oraz wiele innych nagrań. 
W lipcu 1969 roku Akwarele zaczęły przeobrażać się w kolejny zespół Czesława Niemena, którym był Niemen Enigmatic i z którym współpracował do grudnia 1971 roku oraz nagrał m.in. albumy Enigmatic i dwupłytowe wydawnictwo Niemen na którym znalazły się jego dwie kompozycje do słów Wojciecha Młynarskiego pt. Muzyko moja i Zechcesz mnie, zechcesz. 
W drugiej połowie 1971 roku brał udział w próbach i koncertach we wczesnej fazie powstawania Grupy Niemen. Wraz z Czesławem Niemenem (śpiew, organy), Andrzejem Tylcem (perkusja), Andrzejem Przybielskim (trąbka) i Helmutem Nadolskim (kontrabas, gongi, śpiew), przygotował materiał na dwupłytowy album pt. Marionetki, który ostatecznie został później nagrany bez jego udziału. 
W sierpniu 1972 roku wziął udział w reaktywacji Klanu, specjalnie z myślą o udziale w festiwalu muzycznym w Helsinkach (Finlandia). Marek Ałaszewski oprócz niego, zaprosił do współpracy także kontrabasistę Bronisława Suchanka i perkusistę Janusza Stefańskiego. 26 lutego 2016 roku na płycie pt. Live Finland 1972 (GAD CD 039), wydanej nakładem wytwórni Gad Records, ukazał się zapis tego koncertu. Ponadto w latach 1972–1975 sporadycznie nagrywał z Ałaszewskim oraz z innymi muzykami w Polskim Radiu pod ww. nazwą jego zespołu, zaś 24 listopada 2017 roku ukazała się również nakładem Gad Records płyta zatytułowana Chmura nad miastem. 1972–1994 lost & found recordings z zachowanymi m.in. z tych sesji nagraniami.
Od jesieni do końca 1972 roku grał w zespole Ewy i Aleksandra Bemów, działającym pod nazwą Bemibek, w którego składzie znaleźli się także Paweł Dąbrowski (gitara basowa) i Mariusz Mroczkowski (fortepian elektryczny). Formacja występowała wówczas w Czechosłowacji i po raz ostatni pod starym szyldem wystąpiła 17 i 18 grudnia 1972 roku w Gnieźnie w ramach Poznańskich Muzykaliów. 
W marcu 1973 roku ten sam skład osobowy, który tworzył schyłkowy Bemibek, przybrał nazwę Bemibem i w marcu 1974 roku nagrał album pt. Bemowe Frazy na którym znalazła się jego kompozycja do słów Krzysztofa Logana Tomaszewskiego pt. Już ci nigdy nie przyrzeknę. W momencie ukazania się płyty wiosną 1975 roku, odszedł z zespołu. Później współpracował m.in. z zespołem Karola Niczego, triem Krzysztofa Sadowskiego oraz z gwiazdą operetki, śpiewaczką Wandą Polańską.
W 1985 roku porzucił zawód muzyka – w momencie, gdy jego syn stał się ofiarą wypadku z winy pirata drogowego. Po latach wrócił do grania i występuje z reaktywowanymi Czerwono-Czarnymi i z zespołem Stanisława Sojki. W roku 2007 wystąpił w filmie dokumentalnym pt. Moje akwarele, którego producentem jest Telewizja Białystok. W 2012 gościnne wystąpił na płycie Stanisława Sojki pt. W hołdzie mistrzowi, gdzie zagrał w utworach Czesława Niemena – Wiem, że nie wrócisz i Moja ojczyzna. 
W 2014 roku, nakładem Grupy Wydawniczej Foksal, ukazała się napisana przez niego, wraz z Witoldem Górką, książka autobiograficzna pt. Byłem gitarzystą Niemena.